# イーライ・トマック
イーライ・トマック（Eli Tomac、1992年11月14日 - ）はAMAスーパークロスおよびモトクロス選手権に出場するアメリカのプロモトクロスライダー。2010年にプロデビュー。特にアウトドアモトクロスを得意とし、AMAモトクロス最高峰クラス（450cc）において2017年から3年連続でチャンピオンに輝き、現役最速選手の1人として知られている。ゼッケンは3。

## 私生活
マウンテンバイクのレジェンドであるジョン・トマックと妻のキャシーとの間に、2人兄弟の次男として生まれる。 

## 250ccキャリア
2010年、ガイコ・ホンダのライダーとしてプロデビュー。カリフォルニア州ハングタウンで行われたAMAモトクロス250ccクラスのデビュー戦で優勝という快挙を成し遂げる。
2011年は、250ccスーパークロスのルーキーシーズンを2勝と6回の表彰台フィニッシュで終え、同年のAMAモトクロスでは優勝こそなかったもののポイントではランキング4位となった。 
翌2012年の250ccスーパークロスでは、全9ラウンド中、5回の優勝と7回の表彰台フィニッシュを成し遂げ、自身初タイトルとなるAMAスーパークロス西地区250ccクラスのチャンピオンとなる。続くモトクロスシーズンでは、4度の総合優勝を記録し、ブレイク・バゲットとジャスティン・バーシアに次ぐランキング3位でシーズンを終えた。 
2013年、トマックはスーパークロス西地区250ccクラスのチャンピオンをケン・ロクスンにわずか2ポイント差で逃すも、このシーズン中に東地区の大会で450ccデビューを果たす。250ccキャリアの集大成となるAMAモトクロス250ccクラスではチャンピオンに輝き、初のアウトドアタイトルを獲得した。 

## 450ccキャリア
2014年、トマックは生涯ゼッケン3を選び、フルタイムで450ccクラスにステップアップするも、この年は怪我でスーパークロスの多くのレースへの欠場を余儀なくされる。アウトドアシーズンに移ると本来の速さを発揮し、ミネソタ州ミルビル・スプリングクリークで初の450ccモトクロス優勝を果たした。 
2015年、アリゾナ州フェニックスの チェイスフィールドで450ccスーパークロス初勝利。このシーズンはライアン・ダンジーに次ぐポイントランキング2位になり、迎えたAMAモトクロスでは開幕から5ヒート連続勝利という破竹の勢いを見せる。しかしコロラド州レイクウッドのサンダーバレーで行われたモト2で転倒し肩を負傷。残りのシーズンを棒に振ることとなった。 
2016年、トマックはカワサキのファクトリーチームであるモンスターエナジー・カワサキに移籍。スーパークロスではランキング4位、モトクロスはケン・ロクスンに次ぐランキング2位となった。 
2017年のスーパークロスでは、ランキングトップのライアン・ダンジーを猛追。残り2戦の時点で逆転し首位に躍り出るも、ニュージャージー州イーストラザフォードで行われた第16戦で転倒とミスにより再び首位をダンジーに明け渡し、最終的にトップと5ポイント差のランキング2位に終わった。しかしAMAモトクロスではやや安定感に欠けるところはありながら圧倒的な速さを見せ、初の450タイトルを獲得した。 
2018年のスーパークロスは開幕戦の転倒負傷により出遅れ、ジェイソン・アンダーソン、マーヴィン・ムスキャンに次ぐランキング3位となる。AMAモトクロスでは前年同様ムスキャンとの首位争いを制し、2年連続のアウトドアチャンピオンとなる。 
悲願のスーパークロスチャンピオンを狙った2019年のスーパークロスシーズン、トマックは開幕からやや精彩を欠き、終盤の追い上げも届かずクーパー・ウェブに続くランキング2位となる。反対にアウトドアではこれまでにない安定感を発揮し、メリーランド州メカニクスビルのバッズクリークで最終戦を待たずに3年連続のタイトルを決めた。 

## 戦歴[1]
- 2010年 - AMA 250モトクロス ランキング6位
- 2011年 - AMAスーパークロスライツ・ウエスト ランキング2位、AMA 250モトクロス ランキング4位
- 2012年 - AMAスーパークロスライツ・ウエスト チャンピオン、AMA 250モトクロス ランキング3位
- 2013年 - AMAスーパークロス 250SX ウエスト ランキング2位、AMAモトクロス 250MX チャンピオン
- 2014年 - AMAスーパークロス 450SX ランキング13位、AMAモトクロス 450MX ランキング5位
- 2015年 - AMAスーパークロス 450SX ランキング2位、AMAモトクロス 450MX ランキング14位
- 2016年 - AMAスーパークロス 450SX ランキング4位、AMAモトクロス 450MX ランキング2位
- 2017年 - AMAスーパークロス 450SX ランキング2位、AMAモトクロス 450MX チャンピオン
- 2018年 - AMAスーパークロス 450SX ランキング3位、AMAモトクロス 450MX チャンピオン
- 2019年 - AMAスーパークロス 450SX ランキング2位、AMAモトクロス 450MX チャンピオン

## AMAスーパークロス/モトクロスの結果
| Year      | Rnd 1 | Rnd 2 | Rnd 3 | Rnd 4 | Rnd 5 | Rnd 6 | Rnd 7 | Rnd 8 | Rnd 9 | Rnd 10 | Rnd 11 | Rnd 12 | Rnd 13 | Rnd 14 | Rnd 15 | Rnd 16 | Rnd 17 | Average Finish | Podium Percent | Place |
| --------- | ----- | ----- | ----- | ----- | ----- | ----- | ----- | ----- | ----- | ------ | ------ | ------ | ------ | ------ | ------ | ------ | ------ | -------------- | -------------- | ----- |
| 2013 SX-W | 1     | 1     | 1     | DNF   | 3     | 1     | -     | -     | -     | -      | -      | -      | -      | -      | 2      | 6      | 1      | 2.00           | 88%            | 2nd   |
| 2013 MX   | 2     | 1     | 2     | 3     | 2     | 1     | 2     | 1     | 1     | 1      | 1      | 1      | -      | -      | -      | -      | -      | 1.50           | 100%           | 1st   |
| 2015 SX   | 20    | 1     | 3     | 4     | 3     | 5     | 7     | 20    | 2     | 2      | 11     | 1      | 2      | 3      | 2      | 1      | 2      | 4.65           | 65%            | 2nd   |
| 2017 SX   | 5     | 6     | 8     | 1     | 1     | 15    | 1     | 2     | 1     | 1      | 1      | 1      | 1      | 2      | 1      | 8      | 2      | 3.35           | 71%            | 2nd   |
| 2017 MX   | 1     | 2     | 7     | 12    | 2     | 1     | 1     | 1     | 2     | 10     | 7      | 5      | -      | -      | -      | -      | -      | 4.25           | 58%            | 1st   |
| 2018 SX   | 22    | DNS   | 1     | 1     | 13    | 22    | 1     | 1     | 3     | 2      | 1      | 15     | 1      | 1      | 2      | 2      | 1      | 5.56           | 75%            | 3rd   |
| 2018 MX   | 1     | 1     | 1     | 1     | 1     | 2     | 15    | 1     | 1     | 2      | 1      | 4      | -      | -      | -      | -      | -      | 2.58           | 83%            | 1st   |
| 2019 SX   | 3     | 4     | 3     | 4     | 1     | 6     | 12    | 1     | 6     | 1      | 4      | 3      | 4      | 1      | 1      | 3      | 1      | 3.41           | 59%            | 2nd   |
| 2019 MX   | 2     | 1     | 2     | 1     | 2     | 3     | 1     | 3     | 1     | 4      | 1      | 1      | -      | -      | -      | -      | -      | 1.83           | 92%            | 1st   |

注：ラウンド13〜17はSXのみです。 